# Cataratas Virginia
Las cataratas Virginia  (en inglés: Virginia Falls; en slave, Nailicho) es una gran catarata de Canadá, localizada en el parque nacional Nahanni, en los Territorios del Noroeste. Se encuentra en el río South Nahanni, a una altura de unos 500 metros.
Es una catarata que cae sobre la pendiente de un acantilado con una caída total de 96 m, que es aproximadamente el doble de la altura de las cataratas del Niágara. Consta de una sola caída con una anchura media de 259 m, dividida en dos partes por una gran roca situada en medio de las cataratas. La roca se llama Mason's Rock, que significa la «roca de Mason», en honor de Bill Mason, el famoso piragüista canadiense, también autor y director de cine. La zona de aguas blancas llega a cubrir una superficie de aproximadamente 4 ha.
En las proximidades está situado el aeródromo Virginia Falls Water.

## Referencias

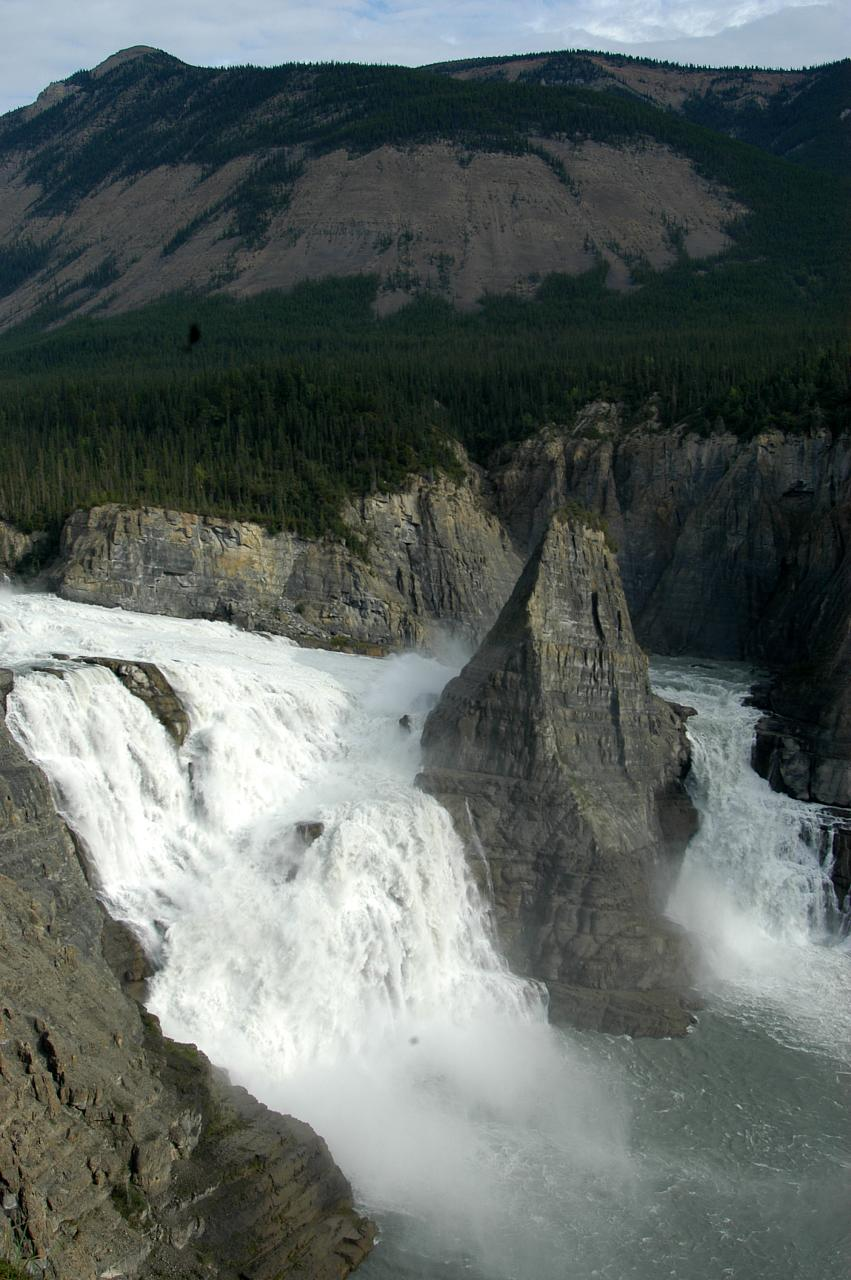
Otra vista de las cataratas